# Annette Gordon-Reed
Annette Gordon-Reed (Livingston, 19 novembre 1958) è una storica e docente statunitense, professoressa della Carl M. Loeb University presso l'Università di Harvard e professore di storia presso la Facoltà di Arti e Scienze dell'università. In precedenza è stata Charles Warren Professor of American Legal History presso l'Università di Harvard e Carol K. Pforzheimer Professor presso il Radcliffe Institute for Advanced Study. Gordon-Reed è nota per aver analizzato la controversia storica sul fatto che Thomas Jefferson avesse avuto una relazione sessuale con la sua schiava Sally Hemings e avesse avuto figli da lei.
Ha ricevuto il Premio Pulitzer per la storia e il National Book Award per la saggistica e altri 15 premi nel 2009 per il suo lavoro sulla famiglia Hemings di Monticello. Nel 2010 ha ottenuto la National Humanities Medal e una MacArthur Fellowship. Dal 2018 è amministratore fiduciario del National Humanities Center nel Research Triangle Park, NC. È stata eletta membro dell'American Philosophical Society nel 2019. È amministratore del Gilder Lehrman Institute of American History.

## Biografia
Gordon-Reed è nata nel novembre 1958 a Livingston, in Texas,  da Bettye Jean Gordon e Alfred Gordon. È cresciuta a Jim Crow Conroe, in Texas, ed è stata la prima bambina nera della sua scuola elementare.  In terza elementare cominciò ad interessarsi di Thomas Jefferson. Si è laureata al Dartmouth College nel 1981 e alla Harvard Law School nel 1984, dove è stata redattrice della Harvard Law Review.

## Carriera
Gordon-Reed ha iniziato a lavorare come associata presso Cahill Gordon & Reindel e come consulente del New York City Board of Corrections. Parla (o modera) in numerose conferenze in tutto il paese su argomenti legati alla storia e al diritto. In precedenza è stata Wallace Stevens Professor of Law presso la New York Law School (1992–2010) e Board of Governors Professor of History presso la Rutgers University, Newark (2007–2010).
Nel 2010 è entrata a far parte dell'Università di Harvard con incarichi congiunti in storia e giurisprudenza e come Carol K. Pforzheimer Professor presso il Radcliffe Institute for Advanced Study. Nel 2012 è stata nominata Charles Warren Professor of American Legal History presso HLS. Nel 2014 è stata Harold Vyvyan Harmsworth Visiting professor al Queen's College, Università di Oxford.

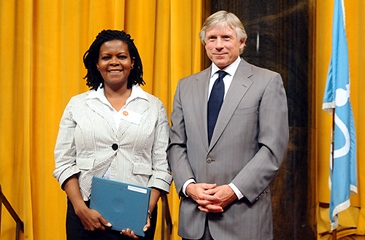
Lee C. Bollinger, presidente della Columbia University, consegna il Premio Pulitzer 2009 per la storia ad Annette Gordon-Reed

## I libri

### La controversia su Thomas Jefferson e Sally Hemings (1997)
Il suo primo libro - Thomas Jefferson and Sally Hemings: An American Controversy - ha suscitato un notevole interesse da parte degli studiosi, poiché ha indagato e analizzato la controversia storica di lunga data sul fatto che Thomas Jefferson avesse una relazione sessuale con la sua schiava Sally Hemings e avesse avuto figli da lei. La maggior parte degli storici accademici aveva accettato le smentite dei discendenti di Jefferson e la loro affermazione che il defunto Peter Carr (un nipote sposato di Jefferson) fosse il padre. Il biografo James Parton ha adottato questo racconto alternativo alle voci sulla paternità di Jefferson, così come gli storici successivi per più di 100 anni.
Quando alcuni storici iniziarono a indagare nuovamente su Jefferson alla fine del ventesimo secolo, i suoi difensori risposero come se le affermazioni sulla sua paternità avessero lo scopo di danneggiare la sua reputazione storica, nonostante il diffuso riconoscimento ormai dei numerosi legami interrazziali ai tempi di Jefferson. Nel 1974, Fawn M. Brodie scrisse la prima biografia di Jefferson per esaminare seriamente le prove relative a Sally Hemings; pensava che il collegamento Hemings-Jefferson fosse probabile.
Gordon-Reed ha analizzato la storiografia e ha identificato l'insieme di ipotesi non esaminate che avevano guidato le indagini di molti studiosi di Jefferson. Questi presupposti erano che i bianchi dicono la verità, i neri mentono, i proprietari di schiavi dicono la verità e gli schiavi mentono. Gordon-Reed ha verificato le versioni degli eventi fornite da ex schiavi di Monticello, come Madison Hemings, che ha rivendicato Jefferson come suo padre, e Isaac Jefferson, che ha confermato la paternità di Thomas Jefferson dei bambini Hemings, contro prove storiche documentate alle quali non avrebbero potuto avere accesso. Allo stesso modo, ha confrontato le tradizioni orali tra i discendenti di Hemings rispetto a fonti primarie come le carte di Jefferson e i documenti agricoli. Ha dimostrato gli errori commessi dagli storici e ha notato fatti trascurati dai discendenti e dagli storici bianchi di Jefferson, che contraddicevano le loro affermazioni secondo cui uno o più nipoti di Jefferson Carr avevano generato i bambini.
Come aveva osservato lo storico Winthrop Jordan, cosa notata anche da Brodie, l'ampia documentazione dello storico Dumas Malone sui viaggi di Jefferson mostrava che Jefferson era a Monticello durante il periodo di tempo in cui Hemings concepì ciascuno dei suoi figli conosciuti, e che lei non concepì mai quando lui non c'era. Gordon-Reed ha notato che tutti i figli di Sally Hemings erano stati liberati. Erano l'unica famiglia di schiavi a ottenere tale libertà, il che era coerente con ciò che Madison disse: Jefferson lo aveva promesso a sua madre, Sally Hemings. Gordon-Reed ha concluso che Jefferson e Hemings avevano una relazione sessuale, anche se non ha cercato di caratterizzarla.  Ristampata nel 1999, la nuova edizione del libro ha una prefazione che incorpora lo studio del DNA del 1998.

#### Recensioni e polemiche
Lo scrittore Christopher Hitchens in Slate ha descritto la sua analisi come "brillante". Critici come John Works e Robert F. Turner della Thomas Jefferson Heritage Society hanno evidenziato diversi errori di trascrizione nel primo libro di Gordon-Reed. Sebbene Gordon-Reed abbia affermato che gli errori fossero un "errore", Works e Turner hanno affermato che si trattava di alterazioni di documenti storici.
Lo studio di Gordon-Reed ha stimolato un rinnovato interesse per questo argomento. Nel 1998 è stato condotto uno studio Y-DNA su discendenti maschi diretti della linea maschile Jefferson, linea Eston Hemings e Carrs, poiché questo DNA viene tramandato praticamente invariato. C'era una corrispondenza Y-DNA tra la linea maschile di Jefferson e un discendente maschio di Eston Hemings. I ricercatori hanno notato che questo fatto suggeriva fortemente che Thomas Jefferson fosse il padre dei bambini. Inoltre, l'analisi del DNA ha definitivamente escluso i discendenti della linea Carr come corrispondenza per il discendente di Hemings. Nessuno dei nipoti Carr avrebbe potuto essere il padre dei figli di Hemings. I risultati hanno ricevuto l'attenzione nazionale, con PBS che ha dedicato un lungo programma a questi temi. Hanno anche stimolato nuove borse di studio. I principali gruppi e storici hanno rivalutato la loro valutazione delle prove storiche relative a questo problema.
Nel 2000, la Thomas Jefferson Foundation, che gestisce Monticello, ha annunciato che il suo studio interno era giunto ad una conclusione:Jefferson era probabilmente il padre di Eston e di tutti i figli di Hemings. Da allora ha cambiato le sue mostre, la programmazione, la ricerca accademica. Nel 2001 la National Genealogical Society ha pubblicato un numero speciale sull'argomento; i suoi specialisti hanno dimostrato come la loro revisione del peso delle prove li abbia portati a concludere che Thomas Jefferson fosse il padre dei figli di Hemings.
Il William and Mary Quarterly ha dedicato un numero all'argomento nel 2001. Nel giugno 2018, la Thomas Jefferson Foundation ha allestito una mostra a Monticello, The Life of Sally Hemings; vi si sostiene che Jefferson ha generato i suoi figli. Ciò segue un'importante mostra itinerante nel 2012 su Jefferson come proprietario di schiavi e resoconti di diverse importanti famiglie di schiavi a Monticello, inclusi gli Hemings.
Alcuni storici non sono d'accordo con l'attuale visione. La Thomas Jefferson Heritage Society è stata costituita come "risposta agli sforzi di molti revisionisti storici per ritrarre in modo impreciso Thomas Jefferson come uno stupratore di schiavi, bugiardo, fraudolento, ipocrita e molestatore di bambini".  Ha commissionato uno studio che contraddiceva le scoperte di Gordon-Reed e di altri studiosi di Jefferson.

## Vita privata
Gordon-Reed è sposata con Robert R. Reed, un giudice della Corte Suprema dello Stato di New York, che ha incontrato mentre frequentava la Harvard Law School. Vive nell'Upper West Side di New York con suo marito e due figli, Gordon e Susan.

## Opere (solo libri)
- 1997 – Thomas Jefferson and Sally Hemings: An American Controversy, University of Virginia Press
- 1998 – ristampa con una nuova prefazione in cui si parla della discussione sul DNA
- 2001 – Vernon Can Read!: A Memoir (con Jordan Vernon), PublicAffairs
- 2002 – Race on Trial: Law and Justice in American History, Oxford University Press
- 2008 – The Hemingses of Monticello: An American Family, W. W. Norton & Company
- 2011 – Andrew Johnson: The American Presidents Series—The 17th President, 1865–1869, Times Books/Henry Holt
- 2016 – Most Blessed of the Patriarchs: Thomas Jefferson and the Empire of the Imagination, Liveright
- 2021 – On Juneteenth, Liveright